# A Man and a Serving Maid
A Man and a Serving Maid è un cortometraggio muto del 1912 diretto da Hay Plumb.
Si conoscono pochi dati del film che, prodotto dalla Hepworth, fu distrutto nel 1924 dallo stesso produttore, Cecil M. Hepworth. Fallito, in gravissime difficoltà finanziarie, il produttore pensò in questo modo di per poter almeno recuperare il nitrato d'argento della pellicola.

## Trama
Una ragazza finge di essere una domestica per scoprire i veri sentimenti del suo innamorato.

## Produzione
Il film fu prodotto dalla Hepworth.

## Distribuzione
Distribuito dalla Hepwix, il film - un cortometraggio in una bobina  - uscì nelle sale cinematografiche britanniche nel luglio 1912.